# Intercontinental GT Challenge 2021
Navigation
2021 2022
Il s'agit de la 6e édition de l'Intercontinental GT Challenge qui se déroule sur 3 continents différents (Europe, Amérique et Afrique).

## Calendrier
| Manche | Course                  | Circuit                                          | Date                      |
| ------ | ----------------------- | ------------------------------------------------ | ------------------------- |
| 1      | Total 24 Heures de Spa  | Circuit de Spa-Francorchamps, Stavelot, Belgique | 29 Juillet au 1 Août 2021 |
| 3      | 8 Heures d'Indianapolis | Indianapolis Motor Speedway, Indianapolis, USA   | 15 au 17 Octobre 2021     |
| 4      | 9 Heures de Kyalami     | Circuit du Kyalami, Midrand, South Africa        | 3 au 5 Février 2022       |
| [ 1 ]  |                         |                                                  |                           |